# Trichocerca mucosa
Trichocerca mucosa är en hjuldjursart som först beskrevs av Jonathan S. Stokes 1896.  Trichocerca mucosa ingår i släktet Trichocerca och familjen Trichocercidae. Inga underarter finns listade i Catalogue of Life.